# اسکندربیگ
اسکندربیگ (آلبانیایی: Gjergj Kastrioti Skënderbeu؛ ۱۴۰۵ – ۱۷ ژانویه ۱۴۶۸) یک ینی چری پیشین و نجیب‌زاده و فرمانده ارتش اهل آلبانی بود. او در جنگ‌های علیه عثمانی از سرداران نظامی بود.